# Туулі Петая
Туулі Петая  (фін. Tuuli Petäjä, 9 листопада 1983) — фінська яхтсменка, олімпійська медалістка.

## Виступи на Олімпіадах
| Олімпіада   | Дисципліна  | Місце |
| ----------- | ----------- | ----- |
| Пекін 2008  | віндсерфінг | 16    |
| Лондон 2012 | віндсерфінг | 2     |